# شهرستان هال (جورجیا)
شهرستان هال، جورجیا (به انگلیسی: Hall County, Georgia) یک سکونتگاه مسکونی در ایالات متحده آمریکا است که در جورجیا واقع شده‌است.